# Gonimbrasia congolensis
Gonimbrasia congolensis är en fjärilsart som beskrevs av Eugène Louis Bouvier. Gonimbrasia congolensis ingår i släktet Gonimbrasia och familjen påfågelsspinnare. Inga underarter finns listade i Catalogue of Life.